# Miannay
Miannay est une commune française située dans le département de la Somme, en région Hauts-de-France.
Depuis le 28 juillet 2020, la commune fait partie du parc naturel régional Baie de Somme - Picardie maritime.

## Géographie

### Localisation
Miannay est un village picard du Vimeu.
À vol d'oiseau, la localité est située à 8 km à l'ouest d'Abbeville, 9 km au nord-est de Feuquières-en-Vimeu et à 47 km au nord-ouest d'Amiens.
Le territoire de la commune est limitrophe de ceux de cinq communes.
Les communes limitrophes sont Acheux-en-Vimeu, Cahon, Cambron, Moyenneville et Quesnoy-le-Montant.

### Hydrographie

#### Réseau hydrographique
La commune est située dans le bassin Artois-Picardie. Elle est drainée par la Trie, la rivière la Trie et le Petit Cahon,.

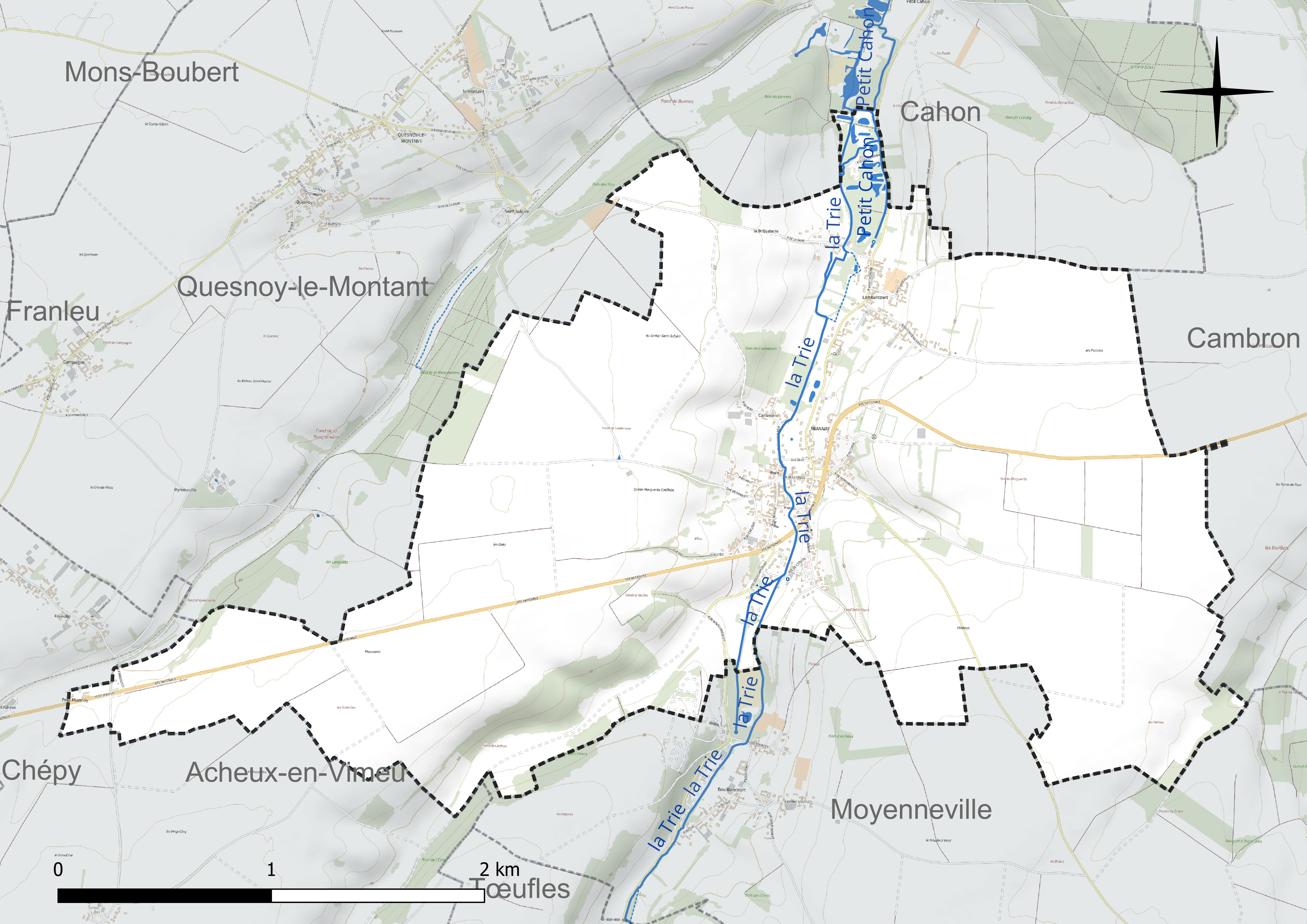
Réseau hydrographique de Miannay.

#### Gestion et qualité des eaux
Le territoire communal est couvert par le schéma d'aménagement et de gestion des eaux (SAGE) « Somme aval et Cours d'eau côtiers ». Ce document de planification concerne un territoire de 1 835 km2 de superficie, délimité par le bassin versant de la Somme canalisée. Le périmètre a été arrêté le 29 avril 2010 et le SAGE proprement dit a été approuvé le 6 août 2019. La structure porteuse de l'élaboration et de la mise en œuvre est le syndicat mixte d'aménagement hydraulique du bassin versant de la Somme (AMEVA).
La qualité des cours d'eau peut être consultée sur un site dédié géré par les agences de l'eau et l'Agence française pour la biodiversité.

### Climat
Pour des articles plus généraux, voir Climat des Hauts-de-France et Climat de la Somme.
En 2010, le climat de la commune est de type climat océanique altéré, selon une étude du CNRS s'appuyant sur une série de données couvrant la période 1971-2000. En 2020, Météo-France publie une typologie des climats de la France métropolitaine dans laquelle la commune est exposée à un climat océanique et est dans la région climatique Côtes de la Manche orientale, caractérisée par un faible ensoleillement (1 550 h/an) ; forte humidité de l'air (plus de 20 h/jour avec humidité relative > 80 % en hiver), vents forts fréquents.
Pour la période 1971-2000, la température annuelle moyenne est de 10,6 °C, avec une amplitude thermique annuelle de 12,8 °C. Le cumul annuel moyen de précipitations est de 673 mm, avec 12,2 jours de précipitations en janvier et 8,3 jours en juillet. Pour la période 1991-2020, la température moyenne annuelle observée sur la station météorologique la plus proche, située sur la commune d'Abbeville à 8 km à vol d'oiseau, est de 11,0 °C et le cumul annuel moyen de précipitations est de 806,2 mm,. Pour l'avenir, les paramètres climatiques de la commune estimés pour 2050 selon différents scénarios d'émission de gaz à effet de serre sont consultables sur un site dédié publié par Météo-France en novembre 2022.

## Urbanisme

### Typologie
Au 1er janvier 2024, Miannay est catégorisée commune rurale à habitat dispersé, selon la nouvelle grille communale de densité à sept niveaux définie par l'Insee en 2022.
Elle est située hors unité urbaine. Par ailleurs la commune fait partie de l'aire d'attraction d'Abbeville, dont elle est une commune de la couronne,. Cette aire, qui regroupe 73 communes, est catégorisée dans les aires de 50 000 à moins de 200 000 habitants,.

### Occupation des sols
L'occupation des sols de la commune, telle qu'elle ressort de la base de données européenne d'occupation biophysique des sols Corine Land Cover (CLC), est marquée par l'importance des territoires agricoles (89,5 % en 2018), une proportion identique à celle de 1990 (89,5 %). La répartition détaillée en 2018 est la suivante : terres arables (69,7 %), prairies (18,4 %), zones urbanisées (5,9 %), forêts (4,6 %), zones agricoles hétérogènes (1,4 %). L'évolution de l'occupation des sols de la commune et de ses infrastructures peut être observée sur les différentes représentations cartographiques du territoire : la carte de Cassini (XVIIIe siècle), la carte d'état-major (1820-1866) et les cartes ou photos aériennes de l'IGN pour la période actuelle (1950 à aujourd'hui).

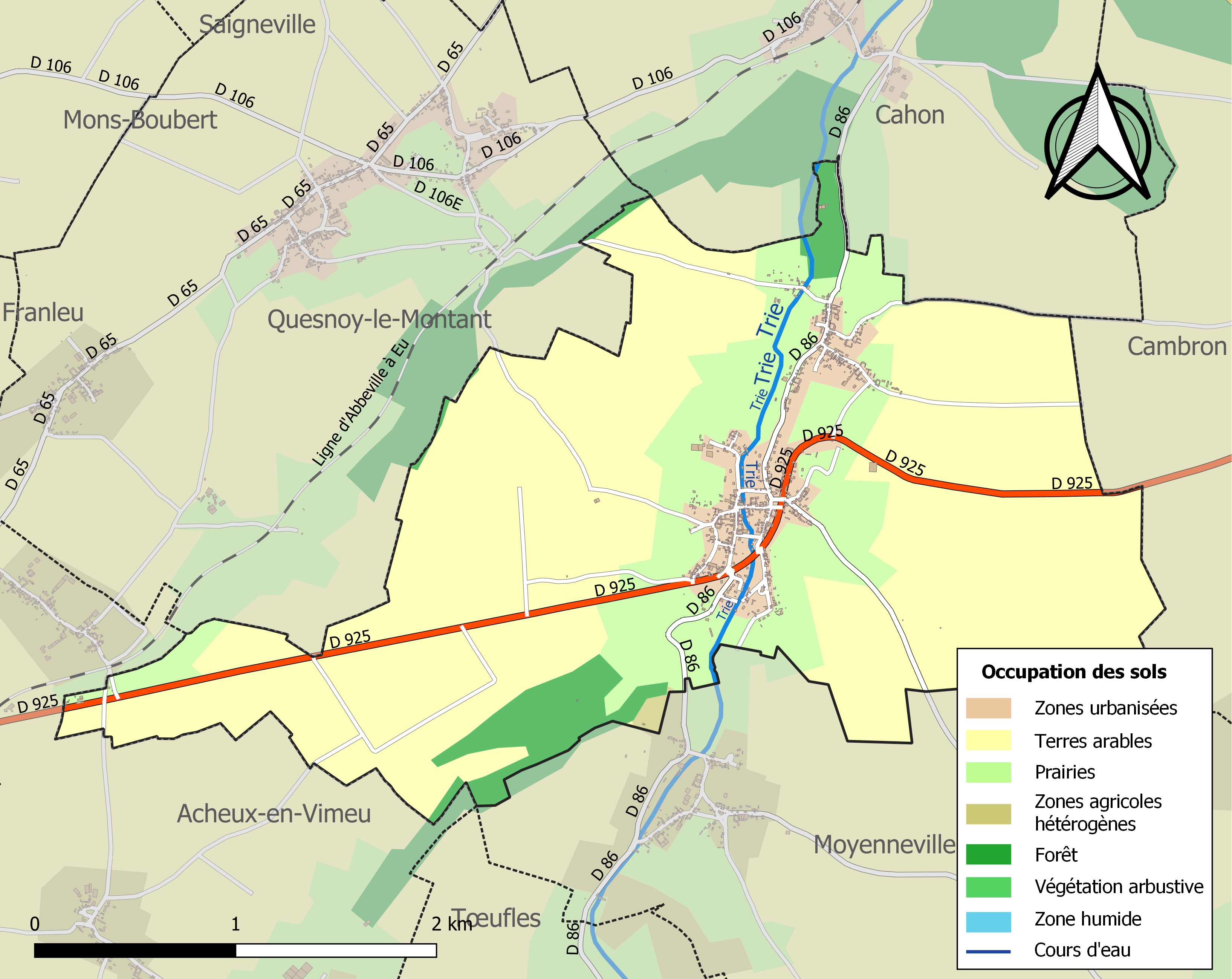
Carte des infrastructures et de l'occupation des sols de la commune en 2018 (CLC).

### Lieux-dits, hameaux et écarts
Au nord du village, s'étire le hameau de Lambercourt.

### Voies de communications et transports
Située dans la vallée de la Trie, la commune de Miannay est traversée par l'axe routier Abbeville-Le Tréport, la route départementale 925 (RD 925), encore appelée localement « route nationale ».
La localité est desservie par la ligne d'autocars no 2 (Mers-les-Bains - Friville - Abbeville) du réseau Trans'80, Hauts-de-France, chaque jour de la semaine sauf le dimanche et les jours fériés.

## Toponymie
Le nom de la localité est attesté sous les formes Melnacus (883) ; Malnaium (1185) ; Miaunai (1201) ; Miaunay (1217) ; Malnay (1220) ; Micainay (1262) ; Maunay (1301) ; Miannay (1337) ; Myannai en Vimeu (1539) ; Mianay (1638) ; Meannay (1507) ; Mianai (1710) ; Miannay-Lambercourt (1778).

## Histoire

### Moyen Âge
En 883, Carloman, fils de Louis II le Bègue, y est vaincu par les Normands qui peuvent alors ravager le pays de Somme.
La famille De Miannay a tenu la seigneurie au moins de la fin du XIIe siècle jusqu'en 1380.
Elle disparait entièrement après la première moitié du XIVe siècle.
Martin de Miannay est au nombre des nobles et fieffés du bailliage d'Amiens convoqués pour la guerre le 25 août 1337.

### Seconde Guerre mondiale
Le village est bombardé en 1940. L'église est détruite.

## Politique et administration

### Liste des maires
| Période                                  | Période                       | Identité           | Étiquette | Qualité                                   |
| ---------------------------------------- | ----------------------------- | ------------------ | --------- | ----------------------------------------- |
| 1979                                     | 1989                          | Guy Tellier        |           |                                           |
| mars 1989                                | 1995                          | Bernard Saumon     |           |                                           |
| Les données manquantes sont à compléter. |                               |                    |           |                                           |
| 1995                                     | 2001                          | Alain Depoilly     |           |                                           |
| mars 2001                                | 2008                          | Alain Depoilly     |           |                                           |
| mars 2008                                | avril 2014                    | Francine Gallet    |           |                                           |
| avril 2014                               | En cours (au 25 juillet 2020) | Philippe Delaporte |           | Vice-président de la CC du Vimeu(2017 → ) |

### Politique environnementale
- Village fleuri : deux fleurs sont attribuées en 2007 par le Conseil des Villes et Villages Fleuris de France au Concours des villes et villages fleuris[25].

## Population et société

### Démographie
L'évolution du nombre d'habitants est connue à travers les recensements de la population effectués dans la commune depuis 1793. Pour les communes de moins de 10 000 habitants, une enquête de recensement portant sur toute la population est réalisée tous les cinq ans, les populations de référence des années intermédiaires étant quant à elles estimées par interpolation ou extrapolation. Pour la commune, le premier recensement exhaustif entrant dans le cadre du nouveau dispositif a été réalisé en 2005.

En 2022, la commune comptait 602 habitants, en évolution de +7,5 % par rapport à 2016 (Somme : −1,26 %, France hors Mayotte : +2,11 %).
| 1793 | 1800 | 1806 | 1821 | 1831 | 1836 | 1841 | 1846 | 1851 |
| ---- | ---- | ---- | ---- | ---- | ---- | ---- | ---- | ---- |
| 810  | 800  | 722  | 744  | 842  | 797  | 840  | 843  | 852  |

| 1856 | 1861 | 1866 | 1872 | 1876 | 1881 | 1886 | 1891 | 1896 |
| ---- | ---- | ---- | ---- | ---- | ---- | ---- | ---- | ---- |
| 840  | 906  | 895  | 886  | 859  | 821  | 781  | 770  | 726  |

| 1901 | 1906 | 1911 | 1921 | 1926 | 1931 | 1936 | 1946 | 1954 |
| ---- | ---- | ---- | ---- | ---- | ---- | ---- | ---- | ---- |
| 704  | 704  | 654  | 600  | 594  | 590  | 599  | 542  | 571  |

| 1962 | 1968 | 1975 | 1982 | 1990 | 1999 | 2005 | 2006 | 2010 |
| ---- | ---- | ---- | ---- | ---- | ---- | ---- | ---- | ---- |
| 557  | 544  | 505  | 579  | 558  | 553  | 579  | 589  | 553  |

| 2015 | 2020 | 2022 | - | - | - | - | - | - |
| ---- | ---- | ---- | - | - | - | - | - | - |
| 561  | 594  | 602  | - | - | - | - | - | - |

### Enseignement
Jusqu'en juin 2019, la scolarité primaire relève du regroupement pédagogique constitué avec la commune de Cahon. La commune de Quesnoy-le-Montant est ensuite associée à ce regroupement.

### Sports
La JS Miannay est le club de football local de la commune. Il évolue en Promotion Interdistricts de la Ligue de Picardie.
Le club, alors très rural puisqu'évoluant en deuxième division de District (soit l'équivalent du District 4) en 1978, connaîtra une grande ascension jusqu'en Promotion Interdistrict (actuel Régional 3) en 1985. Miannay se classera respectivement à la 3e place en 1985-1986 puis 5e en 1986-1987, avec à la clé une demi-finale de Coupe de la Somme contre les professionnels de l'Amiens SC, alors en Division 2 au stade Paul-Delique d'Abbeville, ne s'inclinant qu'aux tirs au but contre une équipe supérieure de 5 divisions.
Ensuite, le club va redescendre pendant de nombreuses années en District avec une parenthèse en PID à la fin des années 1990. En 2007, alors en deuxième division de District (actuelle District 4), le club va entamer une longue remontée jusqu'en PID en 2015.
En 2011-2012, le club, alors en Excellence (1ère division du District), connaîtra un 5e tour de Coupe de France contre les professionnels de l'AS Beauvais Oise, pensionnaire de National (soit la 3ème division nationale) et ne s'incline que 3 buts à 2 contre une équipe supérieure de 6 divisions.

Deux saisons à ce niveau feront redescendre Miannay en Excellence du District pour la saison 2017-2018. Cette saison-ci, le club va frapper un grand coup en Coupe de France en sortant le voisin du SC Abbeville Côte Picarde, alors leader de DH soit 3 divisions au-dessus pour le 4e tour. Les joueurs de Miannay,  alors au stade Municipal du village, vont s'imposer aux tirs au but avant de sortir au 5e tour devant le SCO Roubaix, pensionnaire de Régional 2, toujours aux tirs au but. En fin de saison, le club sera champion de la Somme et donc promu en PH Hauts-de-France (R3).
En 2018, le club s'associe à celui de Moyenneville. La JS Moyenneville-Miannay-Lambercourt évolue alors en Promotion Honneur (R3).
En avril 2020, en raison de l'épidémie de coronavirus qui causa la fin de saison prématurée de toutes les équipes amateures, Miannay, alors 2è de son groupe de PH (R3), est promu en DHR (R2) pour la première fois de son histoire.

## Culture locale et patrimoine

### Lieux et monuments
- Par la photographie aérienne, l'archéologue Roger Agache a révélé l'emplacement d'une villa gallo-romaine au lieu cadastré « le Bois d'Épines »[33].
- Église Saint-Pierre. Bombardée en 1940, l'église a été reconstruite en 1961-1962, dans un style moderne, avec un campanile distinct de la nef[34].
- Manoir de Miannay, inscrit aux Monuments historiques depuis 1988.
- Oratoire, route de Bouillancourt. Dédié à la Vierge, il a été édifié vers 1950 par les propriétaires du château de Bouillancourt[35].
- La randonnée des Auteux, entretenue par la communauté de communes conduit les promeneurs sur 7,5 km dans la campagne environnante drainée par la Trie[36].

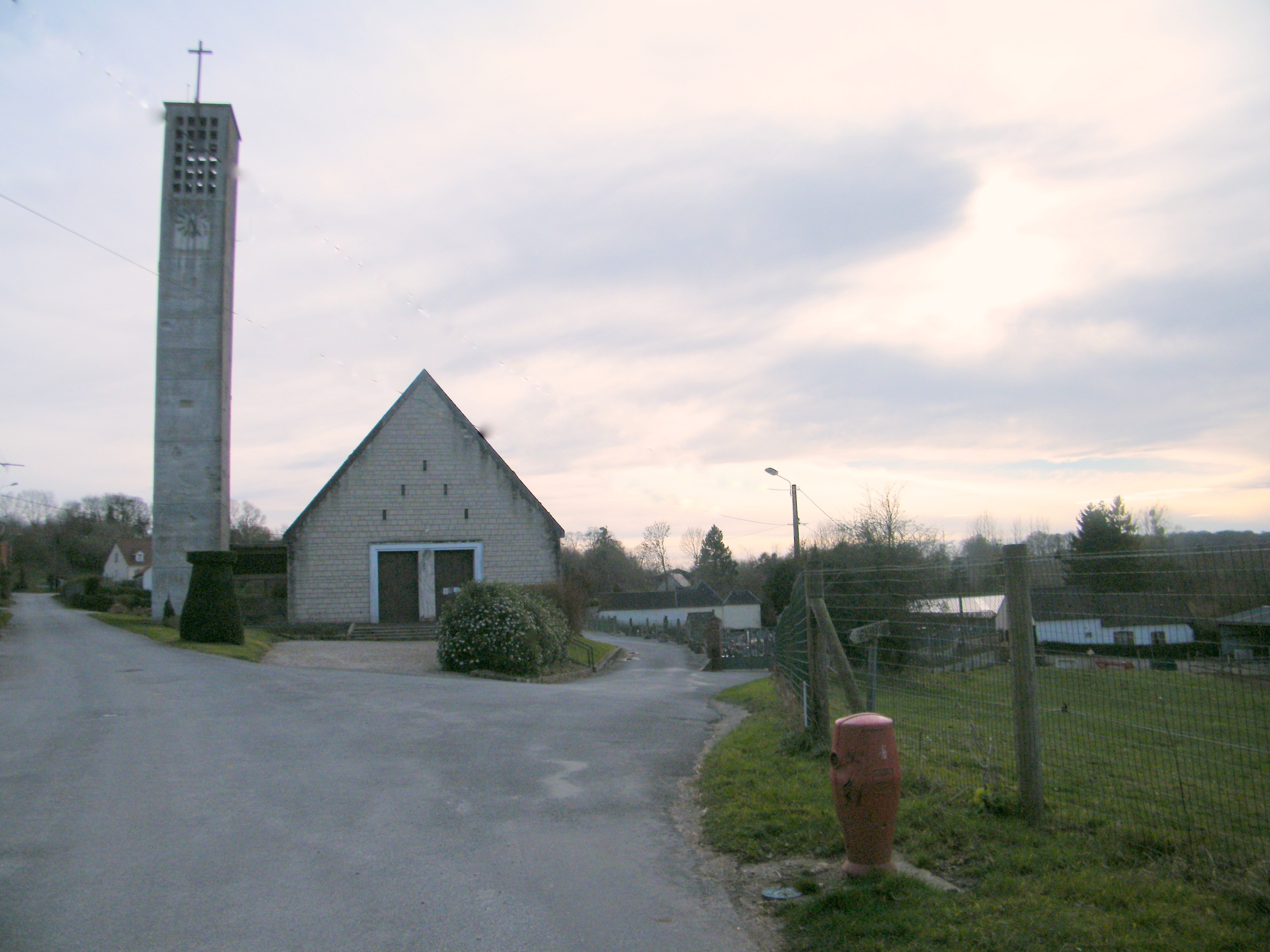
L'église de Miannay.
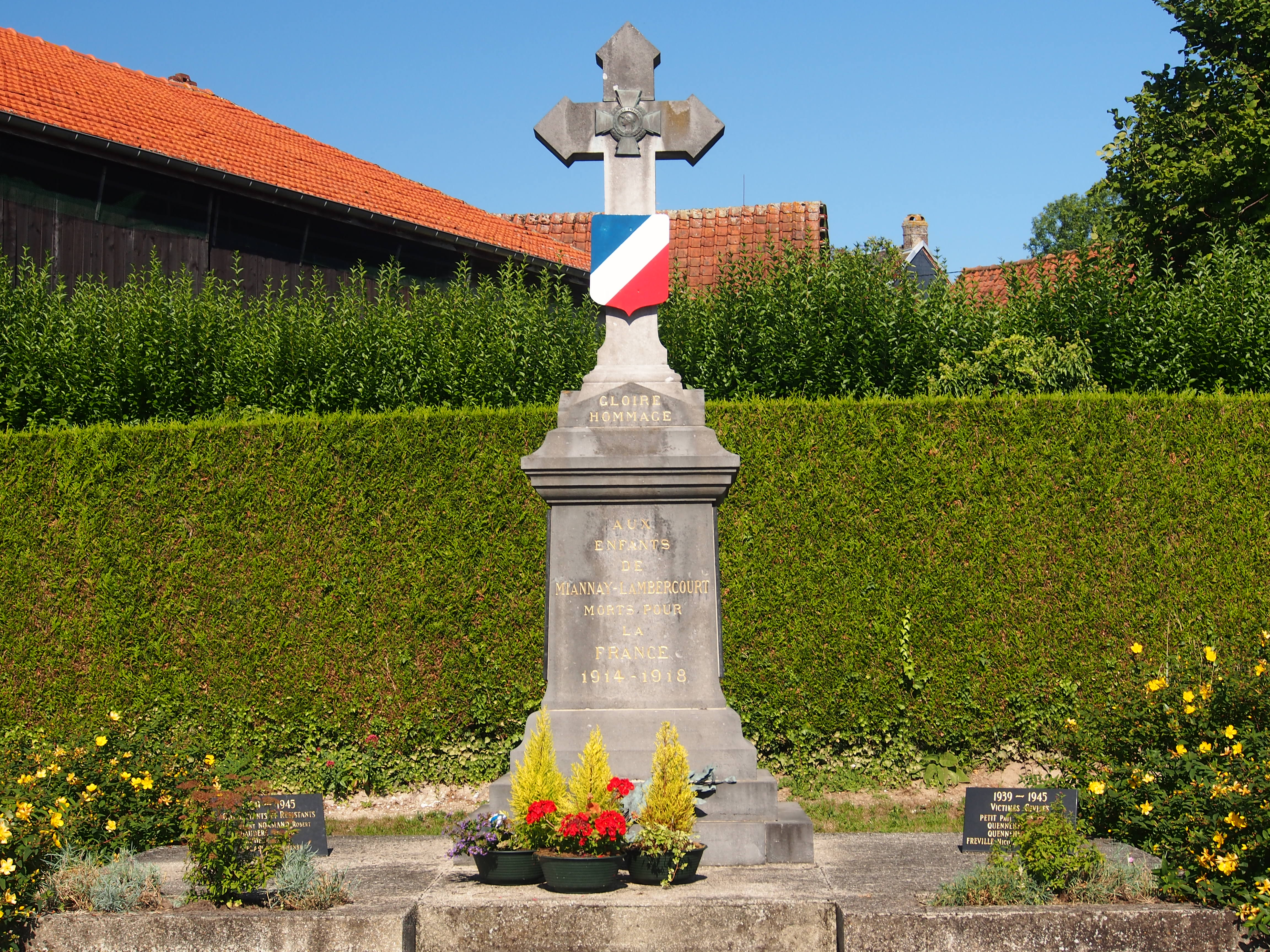
Monument aux morts pour la patrie.
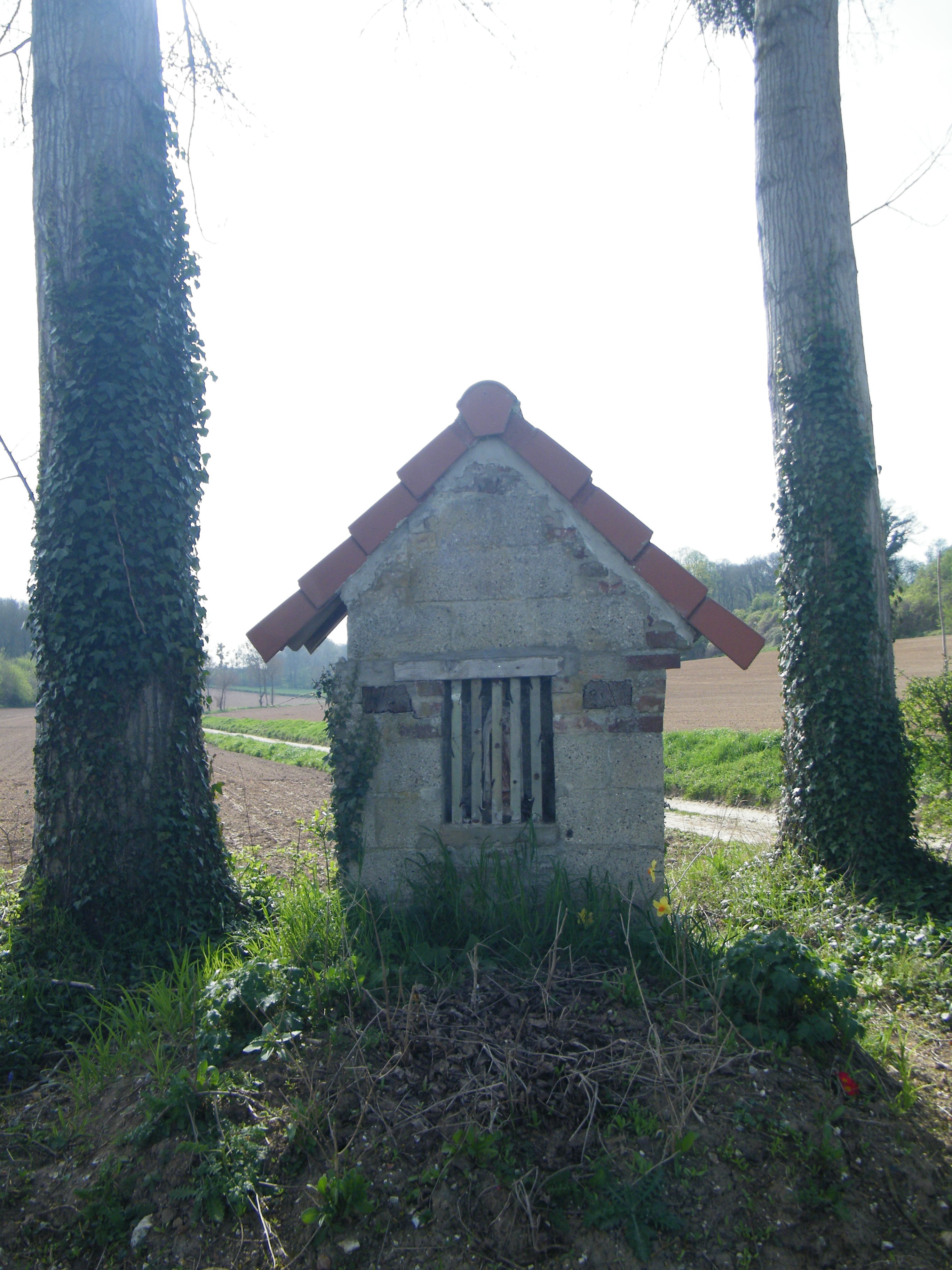
Oratoire sur la route de Bouillancourt.

### Héraldique
| Blason de Miannay | Blason  | D'azur aux trois molettes d'argent.                                                                                    |
| Blason de Miannay | Détails | La commune a repris le blason de la famille De Miannay. Utilisé par la commune, le statut officiel reste à déterminer. |